# بينهل
بينهل هي مدينة من مدن البرتغال. يبلغ عدد سكانها 9627 نسمة وذلك حسب إحصائيات سنة 2011.
قرية بينهال او كما تذكر عادة (بينهل) بالبرتغاليه (Penhal) هي قرية صغيرة تقع في منطقة سينترال بورتوغال، تشتهر المدينه بكونها ذات الطبيعه خلابه وجو هادئ. ومحاطه بالمساحات الخضراء والغابات. تعتبر وجهه مثاليه ومناسبه للابتعاد من صخب المدينه والازدحام
بلاضافة لجمالها الطبيعي
وتحتضن معالم تاريخيه مهمه منها الكنائس القديمة و القلاع التاريخيه التي تعكس تاريخ المنطقه. وتتوفر في القريه انشطه مختلفه منها الانشطه الرياضيه مثل ركوب الدراجات المشي لمسافه طويله[تم استخراج هذه المعلومات من برنامج cici]

## أعلام
- خوسيه دياز كويلو